# Āzān Owzān
Āzān Owzān (persiska: آزان اوزان, Āzān Vāzān) är en ort i Iran.   Den ligger i provinsen Kermanshah, i den nordvästra delen av landet, 400 km väster om huvudstaden Teheran. Āzān Owzān ligger 1 315 meter över havet och antalet invånare är 260.
Terrängen runt Āzān Owzān är varierad. Āzān Owzān ligger nere i en dal. Runt Āzān Owzān är det ganska tätbefolkat, med 60 invånare per kvadratkilometer. Närmaste större samhälle är Barnāj, 3,2 km söder om Āzān Owzān. Trakten runt Āzān Owzān består till största delen av jordbruksmark.